# Richárd Weisz
Richárd Weisz (30. dubna 1879 Budapešť, Maďarsko – 4. prosince 1945 tamtéž) byl maďarský zápasník, reprezentant v zápase řecko-římském.
V roce 1908 vybojoval na olympijských hrách v Londýně zlatou medaili v zápase řecko-římském v supertěžké váze.